# Saint-Agnan-sur-Erre
Saint-Agnan-sur-Erre is een plaats en voormalige gemeente in het Franse departement Orne in de regio Normandië en telt 167 inwoners (1999). De plaats maakt deel uit van het arrondissement Mortagne-au-Perche.

## Geschiedenis
Saint-Agnan-sur-Erre is op 1 januari 2016 gefuseerd met de gemeenten Gémages, L'Hermitière, Mâle, La Rouge en Le Theil. tot de gemeente Val-au-Perche. 

## Geografie
De oppervlakte van Saint-Agnan-sur-Erre bedraagt 5,4 km², de bevolkingsdichtheid is 30,9 inwoners per km².
De onderstaande kaart toont de ligging van Saint-Agnan-sur-Erre met de belangrijkste infrastructuur en aangrenzende gemeenten.

## Demografie
Onderstaande figuur toont het verloop van het inwonertal (bron: INSEE-tellingen).
Gémages · L'Hermitière · Mâle · La Rouge · Saint-Agnan-sur-Erre · Le Theil